# The Red Apple
The Red Apple is een multifunctioneel gebouw met een opvallend hoge woontoren in het centrum van Rotterdam, op het Wijnhaveneiland in het Maritiem District. Het gebouw bereikte in 2008 zijn hoogste punt en is voltooid in 2009.
The Red Apple bestaat uit een woontoren, het 'Kopblok' en een parkeergarage. De woontoren is 128 meter hoog en telt 40 verdiepingen en 152 appartementen. Daarmee is het gebouw het op negen na hoogste gebouw in Rotterdam. Het Kopblok is 53 meter hoog en is opgedeeld in kantoren en 79 appartementen. De begane grond is ingericht voor winkels en horeca. Het hele complex is voorzien van een glasvezelnetwerk.
The Red Apple is ontworpen door KCAP Architects & Planners en Jan des Bouvrie. Des Bouvrie richtte zich met name op het lifestyle concept. Bijzonder aan het ontwerp is de rode verspringende aluminium gevel.

## Wijnhaveneiland
De Harbour Village Rotterdam was het eerste multifunctionele gebouwencomplex van de ontwikkelingsfase van het in Rotterdam centrum gelegen Wijnhaveneiland, gevolgd door de Waterstadtoren, Scheepmakerstoren, The Red Apple, 100Hoog, The Muse en Up:Town.

## Fotogalerij

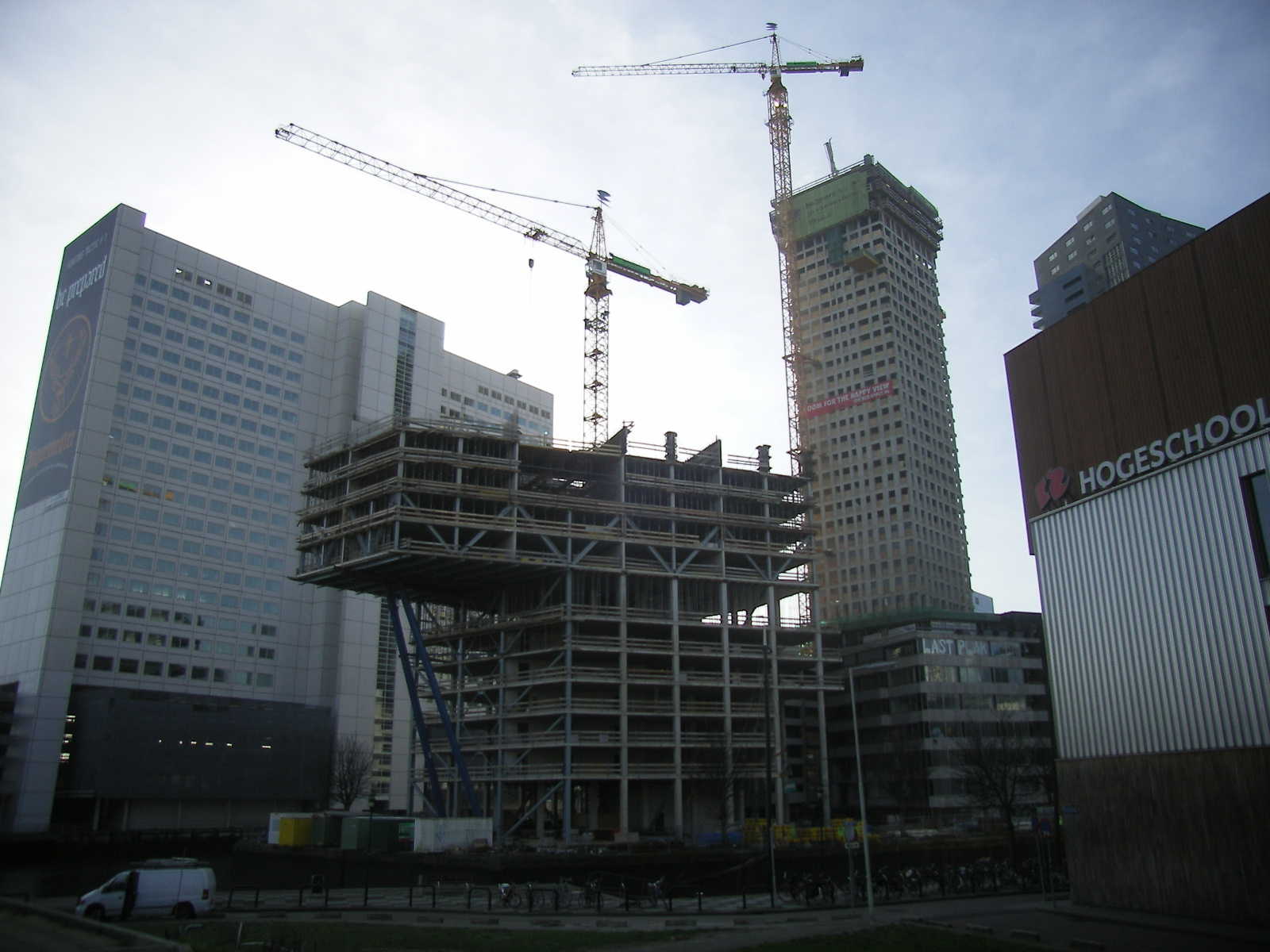
The Red Apple in het begin van 2008
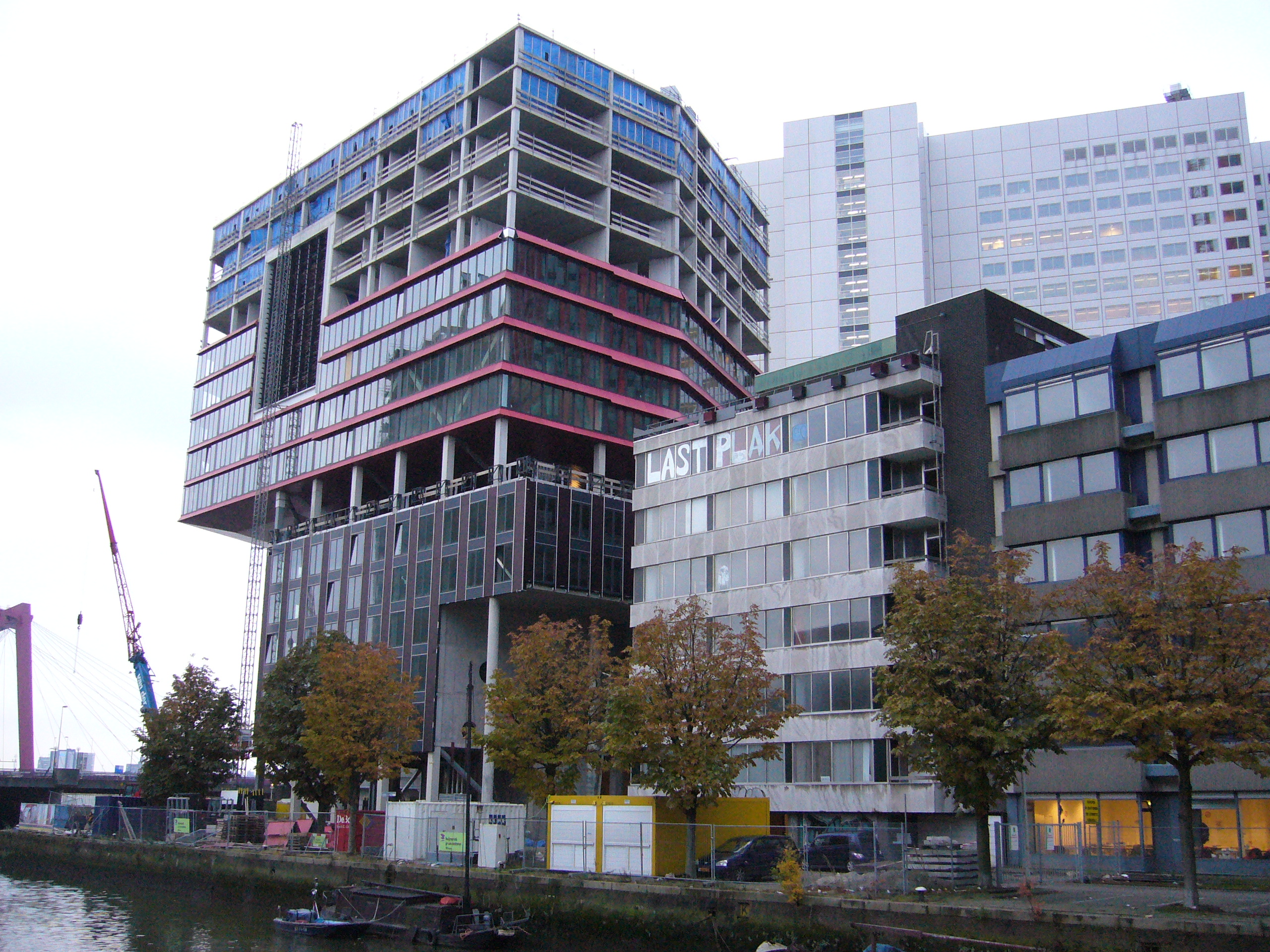
The Red Apple op 7 oktober 2008
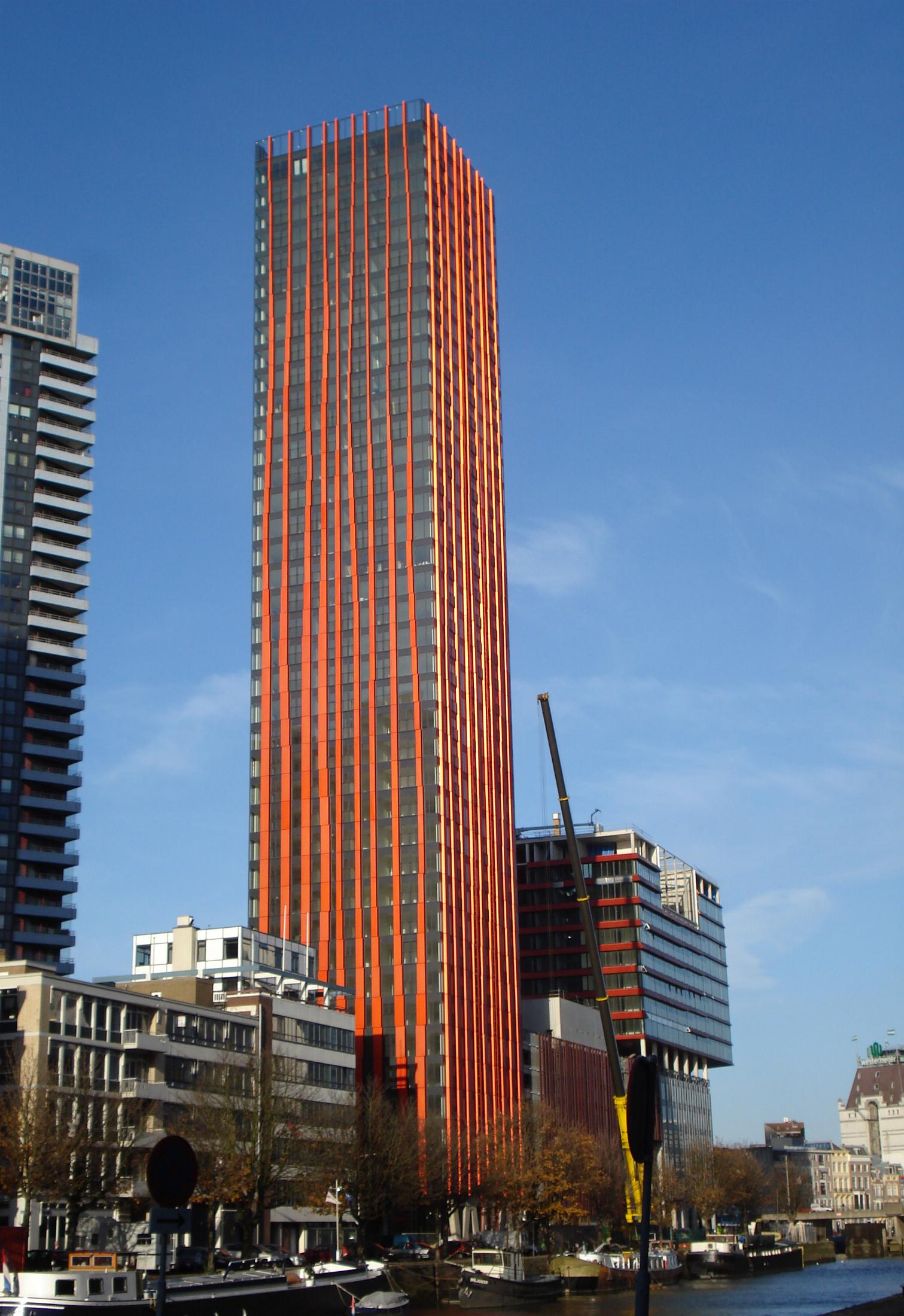
De toren op 11 november 2008, niet lang voor oplevering
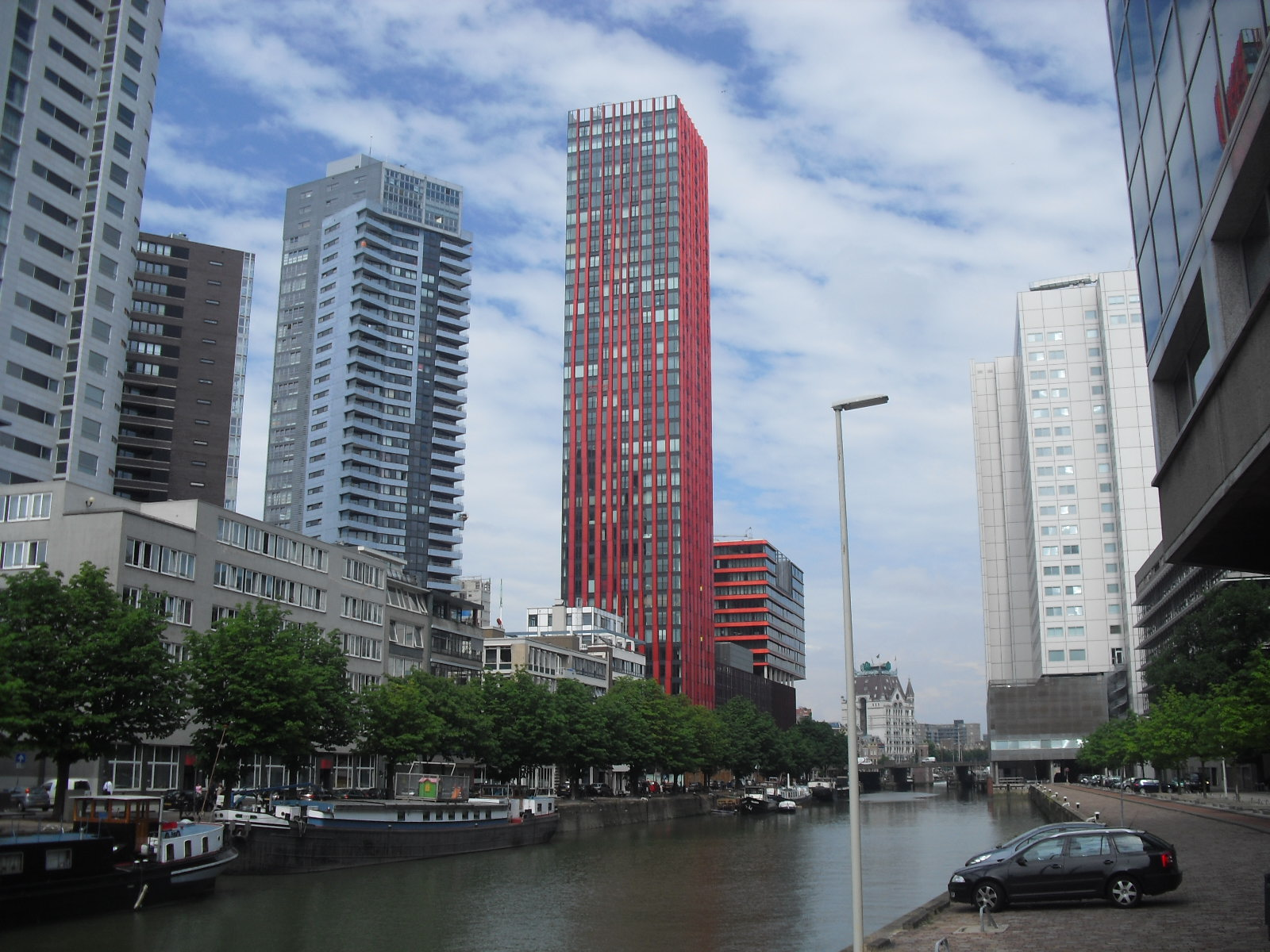
The Red Apple op 12 juli 2010